# Paya Seungat
Paya Seungat is een bestuurslaag in het regentschap Aceh Timur van de provincie Atjeh, Indonesië. Paya Seungat telt 371 inwoners (volkstelling 2010).